# 토비아스 슈바인슈타이거
토비아스 슈바인슈타이거(독일어: Tobias Schweinsteiger, 1982년 3월 12일 ~ )는 독일 국적의 전 축구 선수이다. 현재 바이에른 뮌헨 U-17의 축구 코치이다. 2012년 3월에 바이에른 뮌헨 구단에서는 팀의 사기진작을 위해 바스티안 슈바인슈타이거의 형인 토비아스 슈바인슈타이거를 FC 바이에른 뮌헨 II로 영입해와서 형제가 같은 팀에 소속되도록 조치했다.
그의 동생 바스티안 슈바인슈타이거도 축구 선수이며, 시카고 파이어의 주전 미드필더이다.